# Ли Мухао
Ли Муха́о (кит. упр. 黎模嚆, пиньинь Li Mùháo; род. 2 июня 1992 года) — китайский профессиональный баскетболист, в настоящее время выступает за клуб китайской баскетбольной ассоциации «Дунгуань Леопардс». После выступлений за молодёжную сборную Китая стал рассматриваться в качестве одного из самых талантливых баскетболистов КНР. Представитель «нового поколения» в китайском баскетболе. Также его часто сравнивают с другим китайским «большим» — Яо Мином.

## Карьера

### Клубная карьера
С 2008 года выступает на позиции центрового за клуб китайской баскетбольной ассоциации «Дунгуань Леопардс». В 2011 году попал в список перспективных игроков на драфт НБА.